# Su-11 (1947)
Su-11 (ros. Су-11) – radziecki odrzutowy samolot myśliwski, skonstruowany w II połowie lat 40. w biurze konstrukcyjnym Suchoja jako jeden z pierwszych radzieckich odrzutowych myśliwców. Pozostał na etapie prototypu. Oznaczenie Su-11 został później nadane seryjnie produkowanemu myśliwcowi przechwytującemu z lat 60. (zob. Su-11).

## Historia
Pierwszym odrzutowym myśliwcem konstrukcji Suchoja był Su-9, zaprojektowany na początku 1946. Był on wzorowany w zakresie układu konstrukcyjnego na niemieckim Me 262, lecz stanowił oryginalną i odmienną od niego konstrukcję, z wyjątkiem przejętego od Me 262 napędu, który stanowiły niemieckie silniki Jumo 004 o ciągu 900 kG, skopiowane w ZSRR jako Klimow RD-10.
Su-9 zbudowano tylko w jednym latającym egzemplarzu. Drugi prototyp Su-9 przeznaczony do prób w locie, został natomiast zmodyfikowany i ukończony z silnikami radzieckiej konstrukcji Liulka TR-1, po czym otrzymał nowe oznaczenie Su-11 (inaczej: "samolot ŁK" lub "KŁ"). Został on oblatany 28 maja 1947 przez Gieorgija Szijanowa, a 3 sierpnia 1947 zaprezentowany na paradzie w Tuszynie pod Moskwą (m.in. wraz z Su-9 i samolotami Ławoczkina: Ła-150, Ła-156 i Ła-160). Podobnie jak Su-9, samolot oceniono jako prosty w pilotażu. Na skutek prób w locie, m.in. przedłużono na nim gondole silników. Jednakże, silniki TR-1 osiągały jedynie ciąg 1300 kg zamiast zakładanych 1500 kg, a mocniejsza wersja TR-1A ostatecznie nie osiągnęła etapu produkcji. Ponadto, samolot miał niezadowalającą stateczność podłużną przy dużych prędkościach. Dlatego też samolotu nie skierowano na badania państwowe i przerwano jego rozwój, a prototyp skasowano w 1948. Su-11 był pierwszym radzieckim samolotem odrzutowym z silnikami radzieckiej konstrukcji.
Prowadzono prace projektowe nad rozwinięciem Su-11 o oznaczeniu Su-13 ("samolot TK"), z nowymi mocniejszymi silnikami RD-500 (kopia brytyjskich RR Derwent V) i skrzydłami o cieńszym profilu i nieco większej powierzchni oraz skośnym usterzeniu. Zakładano także budowę na jego bazie jednomiejscowego myśliwca przechwytującego z radiolokatorem i dwoma działkami 37 mm. Jednakże, prace te przerwano, ponieważ przewidywane osiągi samolotu (prędkość 970 km/h) były zbyt niskie w porównaniu z nowo projektowanymi samolotami o skośnych skrzydłach, a jego konstrukcja była nieperspektywiczna.

## Opis konstrukcji
Konstrukcja samolotu była zbliżona do Su-9. Dwusilnikowy średniopłat o konstrukcji całkowicie metalowej i prostych skrzydłach, w układzie klasycznym. Skrzydła jednodźwigarowe o profilu laminarnym grubości względnej 12%, wyposażone w klapy (w odróżnieniu od Su-9 nie miał hamulców aerodynamicznych). Wychylanie steru wysokości, lotek i klap było wspomagane hydraulicznie. Silniki podwieszone w gondolach pod skrzydłami, częściowo w obrysie skrzydła. Usterzenie klasyczne, proste. Kadłub o konstrukcji półskorupowej. Kabina pilota w środkowej części kadłuba, zakryta oszkloną osłoną, składającą się ze stałego trzyczęściowego wiatrochronu z płaską szybą pancerną, otwieranej na bok wypukłej osłony nad pilotem i stałej owiewki tylnej. Kabina wyposażona w fotel wyrzucany, częściowo chroniona z przodu i tyłu płytą pancerną. Podwozie samolotu trójpodporowe, z pojedynczymi kołami, chowane. Golenie główne chowane do skrzydeł i kadłuba.
W celu zmniejszenia długości startu i lądowania, samolot był wyposażony w spadochron hamujący (w luku w dolnej części tyłu kadłuba) i testowano zastosowanie rakietowych przyspieszaczy startowych (RATO) (dwa U-5 o ciągu 1150 kg każdy).
Napęd: dwa silniki turboodrzutowe ze sprężarką osiową Liulka TR-1 o ciągu po 1300 kg. Zbiorniki paliwa w kadłubie o pojemności 2335 l.
Uzbrojenie: 1 działko 37 mm N-37 z zapasem 40 nabojów i 2 działka 23 mm NS-23 z zapasem po 100 nabojów, w przedniej części kadłuba. Możliwe było podwieszenie dwóch bomb po 250 kg lub jednej 500 kg po zdemontowaniu działka 37 mm. Optyczny celownik strzelecko-bombardierski PBP-1B.